# Alte Schule (Husby)
Die Alte Schule in Husby in der Straße Zum Dorfteich 7 gehört zu den Kulturdenkmalen der Gemeinde in Schleswig-Holstein.

## Hintergrund
Am Schulgebäude sind die Zahlen 1826 als Errichtungsdatum angebracht. Es wurde also vermutlich in der Zeit gebaut, als der Botaniker Lars Hansen dort von 1822 bis 1850 als Lehrer wirkte.
Das Gebäude wurde als ein einstöckiges Gebäude aus Backstein gemauert, dessen Reetdach eine Krüppelwalmdach-Form besitzt. Das Schulgebäude der Alten Schule ist heute aus geschichtlichen und städtebaulichen Gründen unter Denkmalschutz gestellt.
Vor einigen Jahrzehnten war die Alte Schule noch Teil eines Reetdach-Ensembles, das rund um dem Husbyer Dorfteiches zu finden war. Nördlich der Alten Schule befand sich unter der Adresse Zum Dorfteich 9 (Lage) ein Reetdachgebäude, das Teil eines alten Bauernhofes war, der aber um 2015 abgerissen wurde. Auf dieser Fläche wurden kleine Wohnhäuser gebaut. Direkt südlich angrenzend der Alten Schule liegt die örtliche Grundschule Husbys. In der Nachbarschaft, nördlich am Dorfteich, befindet sich unter der Adresse Zum Dorfteich 8 (Lage) eine weitere Einrichtung für Kinder, das Kinderhaus, in dem Kinder und Jugendliche ein Zuhause finden. Auch dieses Gebäude hatte früher offenbar ein Reetdach. Beim danebenliegenden Gebäude Zum Dorfteich 6 (Lage) wurde das Reetdach bewahrt.